# Elísabet Gunnarsdóttir
Elísabet Gunnarsdóttir (* 2. Oktober 1976 in Reykjavík) ist eine isländische Fußballtrainerin und ehemalige Fußballspielerin. In Island und Schweden wurde sie insgesamt sechsmal zur Trainerin des Jahres gewählt. Aktuell trainiert sie seit Januar 2025 die belgische Nationalmannschaft der Frauen.

## Karriere

### Spielerin
Elísabet Gunnarsdóttir spielte von 1993 bis 1998 bei den Seniorinnen von Valur Reykjavík und Stjarnan. Bis 1999 absolvierte sie zudem ein Studium der Sportpädagogik an der Pädagogischen Hochschule Islands. In ihrer Abschlussarbeit Samanburður á íslenska og norska stúlknalandsliðinu í knattspyrnu verglich sie die isländische und die norwegische Frauenfußballnationalmannschaft.

### Vereinstrainerin

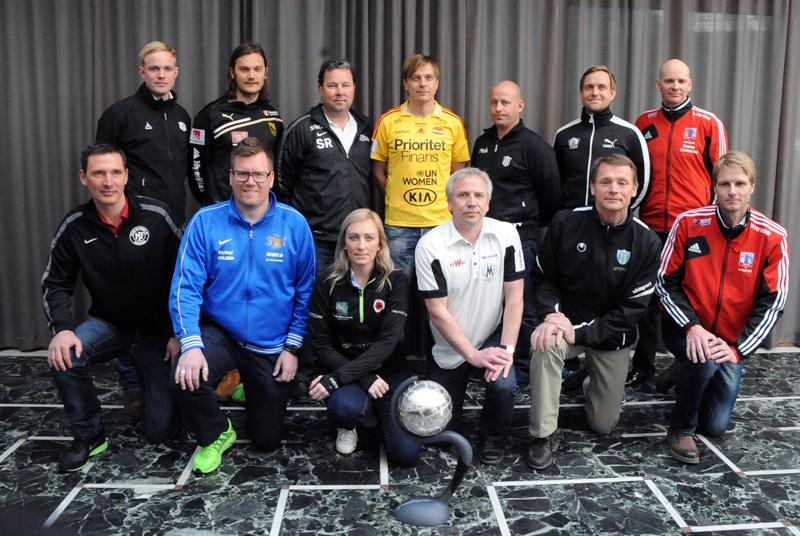
Trainer der Damallsvenskan, 2013

Elísabet Gunnarsdóttir war 16 Jahre alt, als sie mit dem Training von Jugendmannschaften bei Valur begann. In der höchsten Spielklasse im isländischen Frauenfußball übernahm sie 2002 das Training bei ÍBV Vestmannaeyja. Zu Valur kehrte sie 2004 zurück und führte das Team der Frauen zu vier Meisterschaften und einem Pokalsieg. Sie lieh 2006 für zwei Spiele die Schottin Julie Fleeting aus und holte auch Viola Odebrecht für fünf Spiele nach Island.
Elísabet wechselte 2009 zu Kristianstads DFF in Schweden, den sie bis 2023 zweimal zum dritten Platz der Damallsvenskan und zur Teilnahme an der UEFA Women’s Champions League 2021/22 sowie 2022/23 führte. Zeitweise war sie die einzige Trainerin der Damallsvenskan.

### Nationaltrainerin
Elísabet Gunnarsdóttir war von 2005 bis 2006 Trainerassistentin der isländischen Nationalmannschaft der Frauen und trainierte zu dieser Zeit die Spielerinnen des U-21-Teams. Nachdem Jörundur Áki Sveinsson für zwei Spiele suspendiert wurde, amtierte Elísabet in dieser Zeit als dritte Cheftrainerin der Nationalmannschaft.
Elísabet Gunnarsdóttir übernahm im Januar 2025 das Amt der belgischen Nationaltrainerin von Ives Serneels. Sie hatte in Kristianstad mit den ehemaligen Nationalspielerinnen der „Red Flames“ Tine Schryvers und Lorca Van De Putte zusammengearbeitet. Bei der UEFA Women’s Nations League 2025 gelangen der belgischen Nationalmannschaft ein Heimsieg gegen England (3:2) und ein Auswärtssieg gegen Portugal (0:3). Dem standen vier Niederlagen gegenüber.
Bei der Europameisterschaft in der Schweiz folgten Niederlagen gegen Italien (0:1) und Spanien (2:6) sowie ein Sieg gegen Portugal (2:1). Ihre Mannschaft schied als Gruppendritter in der Vorrunde aus.

## Auszeichnung und TV-Dokumentation
Elísabet Gunnarsdóttir wurde am Neujahrstag 2024 mit dem Ritterkreuz des isländischen Falkenordens für ihre Verdienste um den Frauenfußball und andere Sportarten geehrt. Im September 2019 hatte sie das vierte Pia-Stipendium erhalten. Sie wirkte 2013 in der dreiteiligen TV-Dokumentation Den andra sporten (Der andere Sport) über den schwedischen Frauenfußball mit.

## Erfolge
als Trainerin
- Isländische Meisterschaft 2004, 2006, 2007, 2008
- Isländische Pokalsiegerin 2006
- Isländische Trainerin der Jahre 2004, 2006, 2007, 2008
- Schwedische Trainerin der Jahre 2017, 2020

## Schriften und Fußballvideo
- Samanburður á íslenska og norska stúlknalandsliðinu í knattspyrnu. Laugarvatn, 1999.
- Mitwirkung: Trixin í takkaskónum (DVD). Sögur, Reykjavík 2008.